# Neoscona nautica
Neoscona nautica là một loài nhện trong họ Araneidae.
Loài này thuộc chi Neoscona. Neoscona nautica được Ludwig Carl Christian Koch miêu tả năm 1875.